# 2826 Ahti
2826 Ahti este un asteroid din centura principală, descoperit pe 18 octombrie 1939 de Yrjö Väisälä.